# Luis Sánchez Olivares
Luis Sánchez Olivares (Ocumare del Tuy, 22 de febrero de 1927-Maracay, 1 de enero del 2017 ) llamado Diamante Negro fue un torero venezolano. Ha sido el primer torero venezolano en torear con regularidad en España.

## Biografía
Criado en el ambiente taurino de la ciudad de Caracas, vecino del Nuevo Circo de Caracas después de superar considerables dificultades logró vestirse de luces por primera vez en abril de 1946 cuando contaba ya 19 años, sin embargo su notable talento lo llevan muy pronto a España, donde se presenta en 1947 con tan buenos resultados que al año siguiente, 1948, el 29 de septiembre, toma la alternativa en la Plaza de toros de Granada, de manos de Francisco Muñoz y de testigo Manuel González. Toro se llamaba: "Estornino" de Félix Moreno Andanuy. Es el punto final a su brillante campaña como novillero puntero de la estadística española, culminada en primer lugar con 42 festejos, 25 orejas y cuatro rabos. 
La primera actuación como matador de toros en Venezuela fue el 28 de noviembre de 1948, mano a mano con el torero peruano Raúl Acha "Rovira", lidiando toros de Vistahermosa en el Nuevo Circo de Caracas. La corrida tuvo que celebrarse a las dos de la tarde, porque la situación política de la ciudad era muy confusa como consecuencia del derrocamiento del presidente Gallegos y de la instauración de un régimen militar. "El Diamante Negro" toreó mano a mano con Luis Procuna el 27 de marzo de 1949 toros de Guayabita, cobrando 17 mil 500 dólares, uno de los honorarios más elevados cobrados, hasta aquel entonces, por cualquier torero en Venezuela. Cada uno cortó tres orejas y rabo y salieron a hombros.  El 3 de abril hizo su presentación en Maracay, sólo ante cuatro toros de Guayabita. Cortó tres orejas y un rabo. Repitió en Caracas con Antonio Bienvenida y Luis Miguel Dominguín, con toros de Mondoñedo, y volvió a cortar otro rabo, superando ampliamente a los ases españoles. Pero la tarde histórica fue la del 11 de diciembre de 1949, cuando alternó con Antonio Velásquez y Luis Miguel Dominguín en la lidia de toros de Vistahermosa. Cortaron las orejas y los rabos,  saliendo los tres espadas a hombros del Nuevo Circo de Caracas. En 1949 se presenta en plazas de España, México y Venezuela, confirmando su alternativa en la plaza de Las Ventas de Madrid el 18 de junio de 1950 siendo padrino Antonio Bienvenida y el testigo Pepín Martín Vázquez. El toro se llamaba: "Mellado" de la ganadería de Martín Arranz.  
El ascenso del torero se tronchó al ser apuñaleado por el monosabio López Rizo, que le hizo perder el envión que lo había colocado en interesante sitio profesional. Estuvo hospitalizado más de veinte días entre la vida y la muerte, y la gente se congregaba día y noche a las puertas de la clínica para conocer el estado de salud del torero. Daniel Santos "El Inquieto Anacobero", compuso ¡Sálvame al Diamante Negro! que de inmediato pegó en las radioemisoras de todo el país, en la que pedía el milagro a la Virgen de la Coromoto. Tal fue el impacto de la canción, que la Iglesia Católica pidió a la Junta Militar de Gobierno prohibir su difusión a través de las emisoras de radio, lo que el gobierno de inmediato complació para granjearse la simpatía clerical.
Se retira en 1965 estando presente Antonio Bienvenida, quien le corta la coleta. Participa en esporádicos festejos hasta que el 21 de enero de 1972 lidia su último toro en San Cristóbal durante la Feria Internacional de San Sebastián, permaneciendo ligado al mundo taurino desde entonces.
Junto Alfonso “Chico” Carrasquel y Alfredo Sadel protagonizó una amistad irrepetibe en la historia de Venezuela, los toros, el béisbol y la canción convergieron en encuentros de primera y una complicidad que solo ellos podrían explicar.
Alfredo Sadel grabó su primer disco de fabricación nacional (78 RPM) en la marca "Rex" el hermoso pasodoble Diamante Negro compuesto por José Reyna y Luis Peraza, que le dio mucha popularidad y con el cual obtuvo su primer éxito discográffico ya que alcanzó un verdadero récord en ventas en 1949.